# Rebus, questioni di conoscenza
Rebus, questioni di conoscenza è stato un programma televisivo andato in onda dal 2006 al 2010 su Odeon TV, curato e condotto dal giornalista e autore televisivo Maurizio Decollanz.

## Il programma
Il programma, che come motto aveva "Capire e conoscere: la verità ci muove, qualunque essa sia", era incentrato su questioni controverse di natura scientifica, storica, archeologica, religiosa e di cronaca. Ha dedicato una serie di puntate speciali a fatti storici che, a detta degli autori, presentavano dei lati oscuri o non del tutto chiariti. L'idea iniziale del programma arrivava dal team della Direzione Programmi di Odeon TV. In seguito, "Rebus, questioni di conoscenza" è diventato una sorta di abito cucito su misura del suo conduttore e curatore: Maurizio Decollanz.

### Puntate del 2006
Ha affrontato argomenti come le teorie complottiste relative agli attentati dell'11 settembre 2001 con proiezione del documentario "Inganno globale" e collegamento in videoconferenza con il regista del filmato, Massimo Mazzucco, il rapimento (16 marzo 1978) e l'uccisione di Aldo Moro con una ricostruzione tratta dal film "Piazza delle Cinque Lune" di Renzo Martinelli, ospite in studio.
Nella stessa serie anche un caso individuale come il decesso del diciottenne Federico Aldrovandi, a cui Decollanz ha dedicato una delle più appassionate puntate, per finire con le stragi alla stazione ferroviaria di Bologna (2 agosto 1980) e nei cieli di Ustica.

### Puntate del 2007
La seconda serie della trasmissione, composta da 13 puntate, è andata in onda dal 1º febbraio 2007 al 26 aprile 2007 con il titolo "Serie Explorations" e si è  basata su documentari realizzati con materiale BBC e autoprodotti quali la puntata con il chirurgo Gino Strada di Emergency e quella con l'hacker Raoul Chiesa. La trasmissione era arricchita da inserti come "Pillole di scienza", in collaborazione con il Museo della Scienza e della Tecnologia di Milano, "Perle dal mare", in collaborazione con l'Acquario di Genova, e  "L'inspiegabile spiegato" con la partecipazione di Massimo Polidoro.
In seguito il programma è stato dedicato ai misteri delle antiche civiltà con un ciclo di puntate dal titolo "Sulle orme dei Faraoni - Alla ricerca dei misteri dell'antico Egitto".
Tra gli altri argomenti trattati, una serie di puntate monotematiche su:
- cerchi nel grano, in inglese "crop circles"
- sfere di luce
- UFO

Vengono inoltre trasmesse (il 2 novembre, 9 e il 16 novembre 2007) altre tre puntate sugli UFO; il 23 novembre una sulle scie chimiche nella quale il tema è stato ricollegato ai cerchi nel grano e alle sfere di luce. A dicembre viene mandata in onda la puntata speciale dal titolo: "I misteri degli antichi egizi, dalle piramidi alle profezie maya sul 2012".

### Puntate del 2008
- "Pirati dei Caraibi - Storia o leggenda?"[1]
- "Maya, quali misteri nascondono?" e "Maya, cosa indica il 2012?"[2]
- "Enigma Gesù, la verità è nei Vangeli?" e "Enigma Gesù, l'uomo dei misteri?"[3]
- "Mistero Maddalena, la vera erede di Gesù?" e "Mistero Maddalena, la donna divina?"[4]
- "Rennes le Chateau, la chiesa del mistero?"[5]
- trentennale di "Star Wars" e al suo "seguito" italiano "Dark Resurrection"[6], culminata con la proiezione della versione rimasterizzata e con nuovi effetti sonori di Dark Resurrection[7]
- puntata speciale natalizia "Disneyland Resort Paris, la fabbrica dei sogni?"[8].

La conclusione della serie si è occupata dell'argomento "Diritti Umani, un lusso ancora per molti?", su un film-documentario che riprende le teorie del complotto sull'11 settembre dal titolo "Zero - Inchiesta sull'11 settembre" e sull'emergenza rifiuti: "Civiltà bruciata, i rifiuti ci sommergeranno?", con la proiezione del documentario "Civiltà bruciata" concludendo il video sui rifiuti con la puntata in cui viene trasmessa la prima parte del film Zeitgeist: The Movie,, dal titolo "Zeitgeist, la più grande storia mai raccontata?".
La seconda e terza parte di Zeitgeist viene trasmessa con il titolo "Zeitgeis, 11 settembre e Signoraggio?".
La serie del 2007/2008 prosegue sulle tematiche di religione con la doppia puntata sul dio dell'antico Egitto "Horus, la via della conoscenza?" e si conclude con alcuni dei momenti salienti di questo ciclo, dal caso di Pier Fortunato Zanfretta per arrivare all'Egitto e alla mitologia dei Faraoni nella puntata intitolata "Un anno di... Rebus".

### Puntate del 2009
Nel febbraio del 2009 sono andate in onda 4 nuove puntate denominate "Rebus Sequel". Si è trattato di puntate di raccordo tra la vecchia serie e quella nuova che sarà in onda a partire dal 20 aprile 2009.
- SEQUEL 01 - “Enigma UFO” (02.02.09)
- SEQUEL 02 - “Gli Uomini dietro le quinte” (09.02.09)
- SEQUEL 03 - “2012, la rinascita” (16.02.09)
- SEQUEL 04 - “La Storia delle storie” (23.02.09)
- “JFK, il complotto” (20.03.09)
- “Signoraggio, la grande truffa” (23.03.09)
- “Armi non convenzionali, le guerre sporche” (04.05.09)
- “Scie chimiche, quale verità?” (11.05.09)
- “Mistero Genesi 01, dai Sumeri agli Egizi” (18.05.09)
- “Mistero Genesi 02, dai Egizi ai Cicladici” (25.05.09)
- “Mistero Genesi 03, civiltà ellenica e Mito” (01.06.09)
- “Mistero Genesi 04, Pandora e il Mito oltre il mito” (08.06.09)
- “Mistero Genesi 05, Ospitalieri, Giovanniti e Templari - i cavalieri sacri” (29.06.09)
- “Mistero Genesi 06, l'eresia Templare” (06.07.09)

### Puntate del 2010
Il 5 aprile 2010 il programma riprende con la denominazione "Rebus Tube". Il nuovo ciclo consta di 10 nuove puntate.
- 05.04.2010 - "Presi nella rete", la privacy e i social network
- 12.04.2010 - "Il Lenzuolo di Dio", indagine sulla Sacra Sindone
- 19.04.2010 - "Codici Animati", interpretazione dei messaggi contenuti nei cartoni animati
- 26.04.2010 - "Veleni", dal PM10 egli OGM, indagine su ciò che ci avvelenerebbe
- 03.05.2010 - "Elvis e il Priorato di Sion", ipotesi e indiscrezioni sul "Re" della musica pop
- 20.05.2010 - "Il caso Tenco", indagine sulla misteriosa morte di Luigi Tenco
- 17.05.2010 - "Fatima, la Signora di luce", l'interpretazione della profezia

### Critiche al programma
La trasmissione ha trattato argomenti legati al complottismo (11 settembre, scie chimiche, signoraggio), invitando esponenti delle tesi alternative senza alcun contraddittorio, e mostrandosi praticamente sempre a favore di tali fantasiose e assurde ipotesi.
In particolare il giornalista Paolo Attivissimo ha criticato le puntate dedicate alle scie chimiche.
Il giornalista Federico Ferrero invece ha analizzato la puntata dedicata all'omicidio Kennedy e parte di quella dedicata al cospirazionismo